# 新西兰总理
新西兰总理（英語：Prime Minister of New Zealand），是新西兰政府首脑，由國會多數黨領袖出任，並由總督代紐西蘭君主任命之。現任總理為國家黨的克里斯托弗·盧克森。
紐西蘭的政治體制為議會制，總理握有行政及立法實權。總理並能決定總督人選，因為君主乃根據其提名而決定總督任命。在行政權方面，總理擁有內閣人事的任命權；在立法权方面，由於總理由多數黨党魁或執政聯盟領袖出任，因此掌握國會多數；在司法权方面，總理則有紐西蘭最高法院首席法官的提名權，其餘法官則按個別政府官員（如檢察總長）的提名而委任。

## 任命

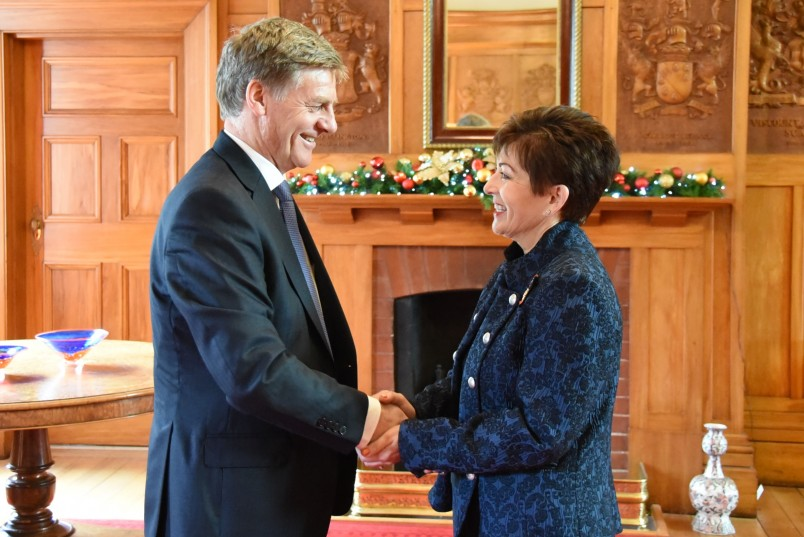
總督帕齊·雷迪女爵士（右）任命比爾·英格利希（左）為第39任總理

新西兰总理如其他部長職位必須由君主或總督代君主委任。根據負責任政府的慣例，總督通常會任命由大多數當選議員支持的候選人為紐西蘭總理。慣例要求總督根據選舉結果任命下一任總理，事實上，總理的職位是由掌控國會大多數的政黨的黨魁擔任。如果沒有政黨可以在國會內取得多數席位，大黨可以與小黨進行協商以獲得他們的信任供給及國會大部分席位的控制權，進而取得總理職位以及建立聯合政府的權利。
新西兰总理的職位沒有任期限制，這意味著只要能夠控制議會內的多數席位，個人可以持續擔任新西兰总理。

## 職能
新西兰總理的職能不是由成文法規定義的，而是由在英國發展並由新西兰復制的不成文憲政慣例所界定。這些憲政慣例包括總理不能失去民主選舉產生的國會的信任，總理是內閣領導人，並擔任協調職務。
2008年內閣手冊概述了總理的權力和責任。

### 君主的首席顧問
根據憲政慣例，總理擁有向君主提供建議的權力。 這意味著，只要總理擁有國會的支持，他可以建議女王：
- 任命或召回總督。
- 修正1983年君主制誥，最近一次發生在2006年。
- 建議君主解散國會及召開大選，如果總理失去議會信任，君主可拒絕總理解散議會的建議。
- 頒授紐西蘭勳銜(君主個人賜予的勳銜除外)。

### 總督的首席顧問
作為政府首腦，僅總理有權建議總督：
- 任命，解僱或接受部長的辭職。
- 建議總督解散國會及召開大選，如果總理最近失去國會信任（即總督將使用他或她的特權），總督可拒絕總理解散議會的建議。

### 政府首腦
按照慣例，總理被視為“百官之首”，他們擔任政府中最高級的職位，但也要遵守內閣所作的任何決定，按照集體部長會議的規定執行。總理給予直接命令的能力在很大程度上是有限的;大多數總理權力來自其他方式，例如：
- 設定內閣議程，從而控制內閣會議的內容的權力。[2][a]
- 任命和解僱部長，並分配部長職位的權力。
- 作為主導政黨領袖的黨魁。總理可通過政黨的影響力更直接地控制政策。
- 自從推出聯立制以來，總理越來越需要能夠與小黨談判和維持關係，這對他們的能力造成了一些限制。[4]

### 其他職能
總理通常會兼任更多的部長職位，歷史上，總理也負責管理殖民地收入。然而，隨著新西蘭的發展，同時擔任財政部長被視為擁有太多權力。例如羅伯特·馬爾登爵士同時擔任了總理和財政部長職務，這遭致了許多人的不滿。
1987年以前，總理兼任外交部長的角色也很常見，因此他們可以在國際舞台上代表紐西蘭。近年來總理通常會兼任其他他們感興趣的部長職位。例如，戴维·朗伊在他的第二個任期內接受了教育部長的職位; 海倫·克拉克擔任藝術，文化和文化遺產部長; 和約翰·凱伊爵士同時擔任旅遊部長。
雖然不再可能成為外交部長，但總理仍然有責任歡迎外國政府首腦，海外訪問，以及參加英聯邦政府首腦會議的責任。
按照慣例，總理也是總理和內閣部（DPMC）部長，該部門的任務是通過政策諮詢和協調關鍵政府計劃的實施來支持內閣的政策議程。在第五國家黨政府的領導下，DPMC擴大了總理進行更多安全和情報監督的權力。 總理還負責新西蘭安全和情報局（NZSIS）和政府通信安全局（GCSB）。

## 薪水和津貼

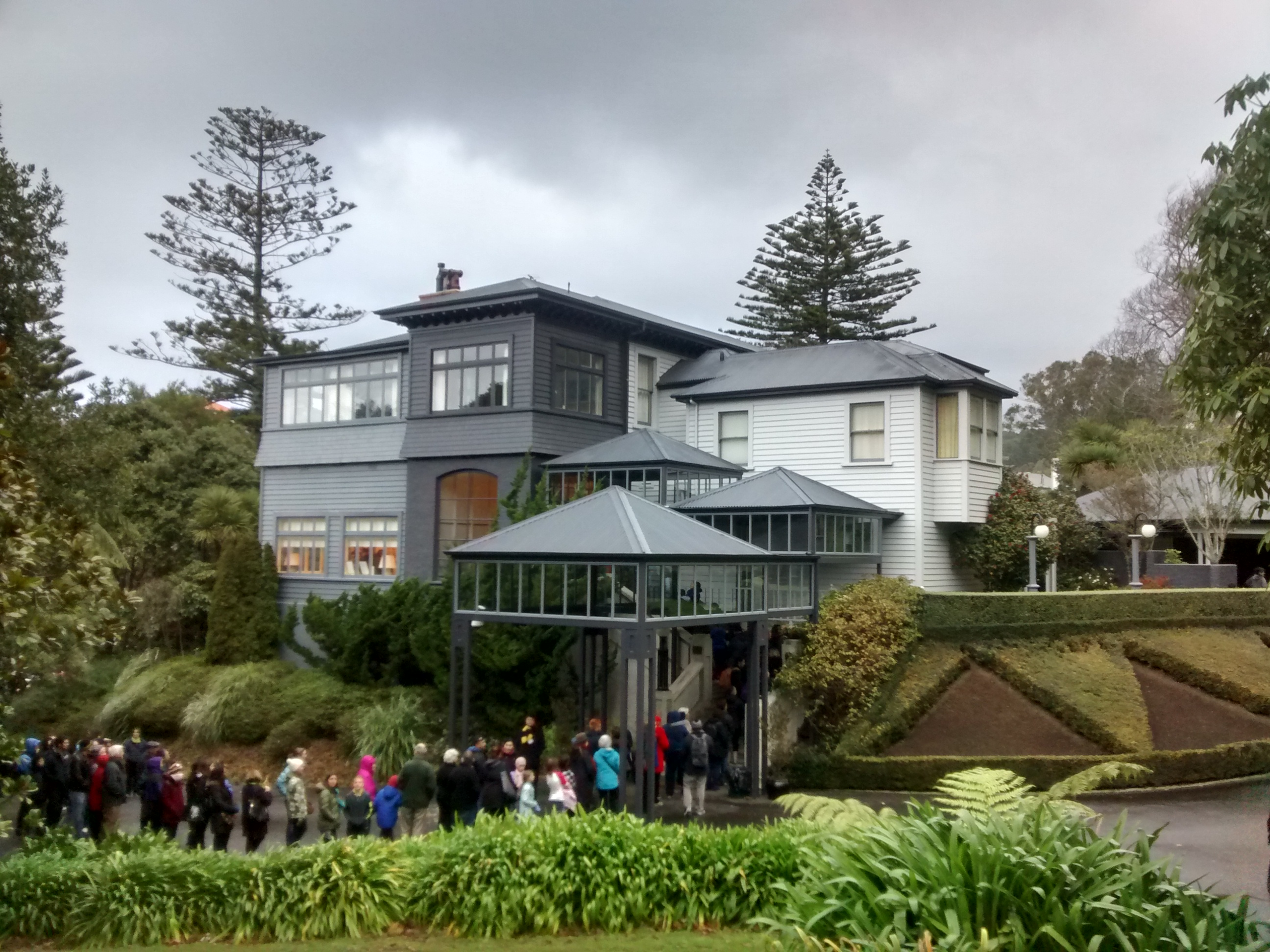
惠靈頓的總理府是總理的官邸。

根據1977年“薪酬管理局法”和2013年“議員（薪酬和服務）法”，總理的薪酬由薪酬管理局每年確定，薪酬管理局是由國會設立的獨立機構，負責設定議員和其他政府官員的工資。在2017年7月1日至2018年6月30日的財政年度，總理的工資為471,049新西蘭元，外加22,606新西蘭元的免稅津貼，用於支付餐費，禮品和娛樂等費用。 此外，如所有其他部長和議會議員一樣，總理每年都會獲得旅行和住宿津貼，總理的配偶和子女也會獲得津貼。.
現任總理的官邸是惠靈頓蒂納科裡路的總理府。與其他某些政府首腦（例如白宮和唐寧街10號）的住宅不同，總理府不作為政府總部;相反的，蜂窩大廈則是總理辦公室的所在地。總理還另有分別辦公室處理黨事務以及提供選民諮詢服務。
“Right Honourable”（縮寫為“The Rt Hon”）是授予總理的尊稱。此尊稱為終身授予。
如果現任或前總理死亡，他或她將獲得國葬（須經家庭批准）。在任期內死亡的兩位總理被埋葬在陵墓中：威廉·梅西（1925年去世）葬於惠靈頓的梅西紀念館，以及邁克爾·約瑟夫·薩維奇（1940年去世）葬於奧克蘭堡壘角的薩維奇紀念館。

## 歷史

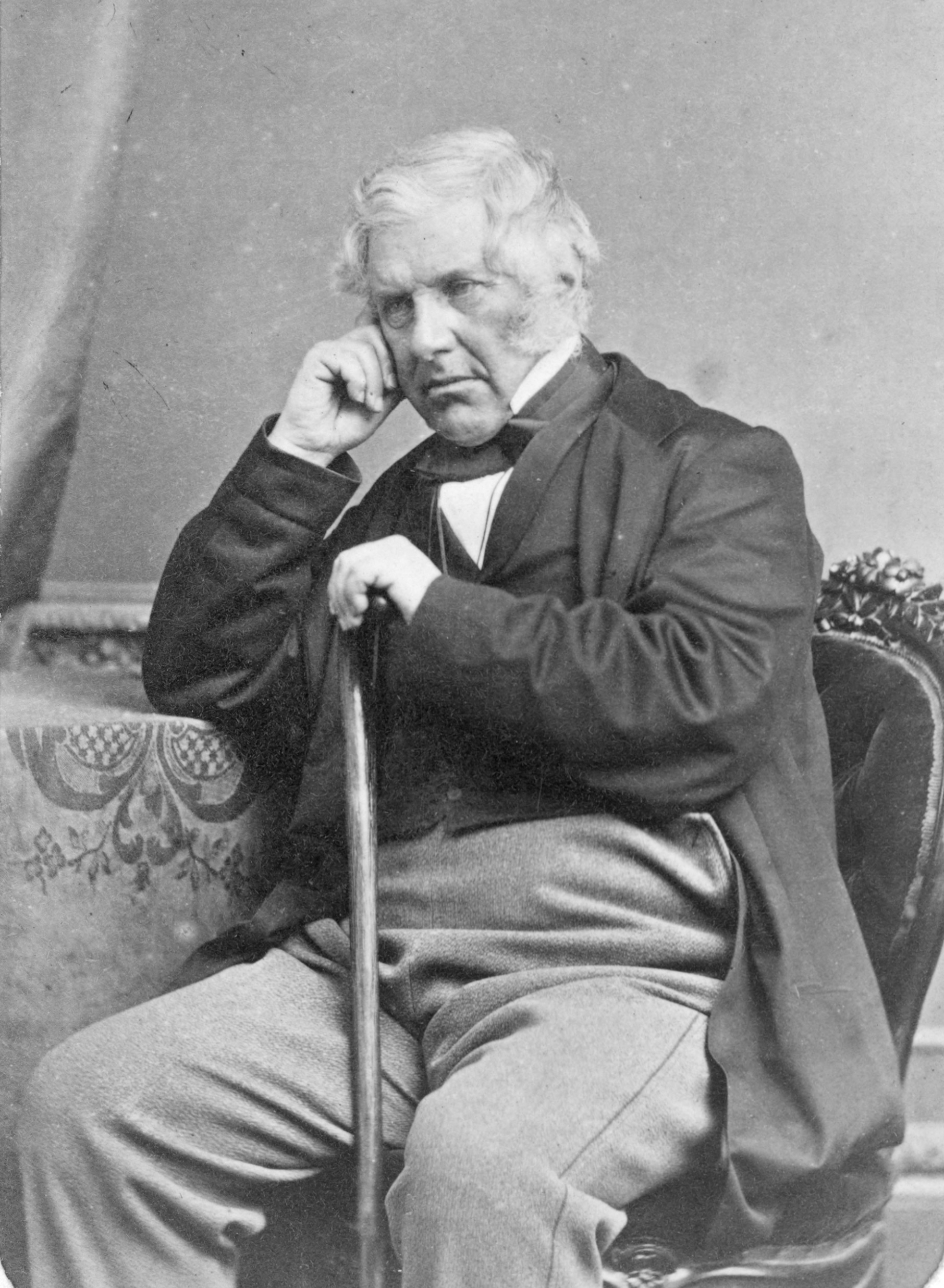
亨利·休厄尔, 被視為紐西蘭的第一任總理

若從亨利·休厄尔算起，紐西蘭歷史上共有40位總理。有一些人多次擔任總理一職，威廉·福克斯和哈利·阿特金森擁有上任最多任總理的記錄(各擔任四任總理)。紐西蘭史上任職時間最長的記錄是十三年，這個記錄屬於由理察·塞登擁有。亨利·休厄尔擁有紐西蘭史上任職時間最短的記錄，他唯一的任期僅持續了十三天。紐西蘭史上最年輕的總理是爱德华·斯塔福德，他在接任總理職務時只有37歲40天。紐西蘭史上最老的總理是華爾特·納許，他在擔任總理職務時已經78歲了。
紐西蘭是世界上少數幾個擁有三位女性總理的國家之一。第一位女總理是珍妮·希普利，她在1997年底取代了詹姆斯·博尔格;希普利於1999年由海倫·克拉克繼任。在克拉克之後，工黨的第二位女性領導人傑辛達·阿德恩於2017年擔任總理。

### 早期政府領袖
當紐西蘭於1840年成為殖民地時，它是由英國殖民地部任命的總督直接管理。根據1852年“新西蘭憲法法案”，自治政府於1853年成立，第一屆議會於1854年5月24日召開。
總理職位的起源存在爭議，“總理”一詞第一次是在詹姆斯·菲茨杰拉德任期內應用，然而，當時紐西蘭尚未獲得自治權而且菲茨杰拉德沒有官方頭銜。因此，他們通常不被視為任何實質性意義上的總理。第一個被正式任命為行政領導職位的人是亨利·塞維爾，他於1856年4月在第二屆議會開始時組成了一個短暫的政府。他的實際頭銜是“殖民地秘書”，這個職位如同內政部長。隨著時間的推移，紐西蘭政府首腦開始使用“總理”(premier)一詞。韋爾德的繼任者爱德华·斯塔福德短暫地將頭銜改為“第一部長”，但在福克斯第二任期間很快就恢復了總理職位。
最初，總理只擔任總督的顧問，但是這在爱德华·斯塔福德的第一任期間開始發生變化，斯塔福德會見了他的部長，並在行政會議之外做出政策決定，從而建立了現代內閣政府。斯塔福德還與總督就原住民事務的控制發生衝突，此權利最終落入總理的權力範圍內。

### 政黨領政

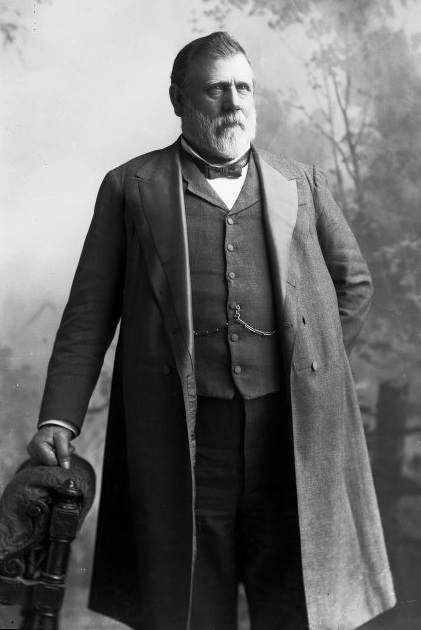
理察·塞登，第一任自稱為首相(prime minister)的總理

現代政黨的發展加強了總理的政治地位;約翰·巴蘭斯總理於1891年組建了自由黨，紐西蘭歷史上的第一個政黨。雖然並非每個政府都擁有大多數國會席位，但黨派制度和黨鞭對黨員的嚴密控制幫助總理指導國會通過立法。在1901年拒絕加入澳洲聯邦後，理察·塞登將“總理”(premier) 的稱號提升為“首相”(prime minister)(與英國首相平等，雖然中文通常翻譯成“總理”)。在1912年托馬斯·麥肯齊（Thomas Mackenzie）是眾議院通過一項失敗的信任議案而失去權力的最後一任總理。

### 走向現代領導
第一次世界大戰帶來的一個變化是紐西蘭總理直接參與管理大英帝國。此前，新西蘭總理曾偶爾參加過殖民地和帝國會議，但他們還通過總督與倫敦進行了溝通（當時由英國政府任命）。然而，1917年，英國首相大衛·勞埃德·喬治向紐西蘭總理提供了帝國戰爭內閣的一個席位，這是大英帝國的戰時協調機構。 1919年，比爾·梅西代表新西蘭簽署了凡爾賽條約，標誌著紐西蘭在帝國內部的聲望以及該國的獨立。
“1931年西敏法令”確認自治領擁有獨立製定法律的權力。雖然紐西蘭最初抵制更大的自治權，並且直到1947年才通過該法規，紐西蘭開始越來越多地在外交事務中獨立行事。在1967年，基思·霍利奧克成為第一位在沒有英國政府參與的情況下選出總督職位候選人的新西蘭總理。霍利奧克建議女王任命第一任新西蘭出生的總督亞瑟·波里特爵士。

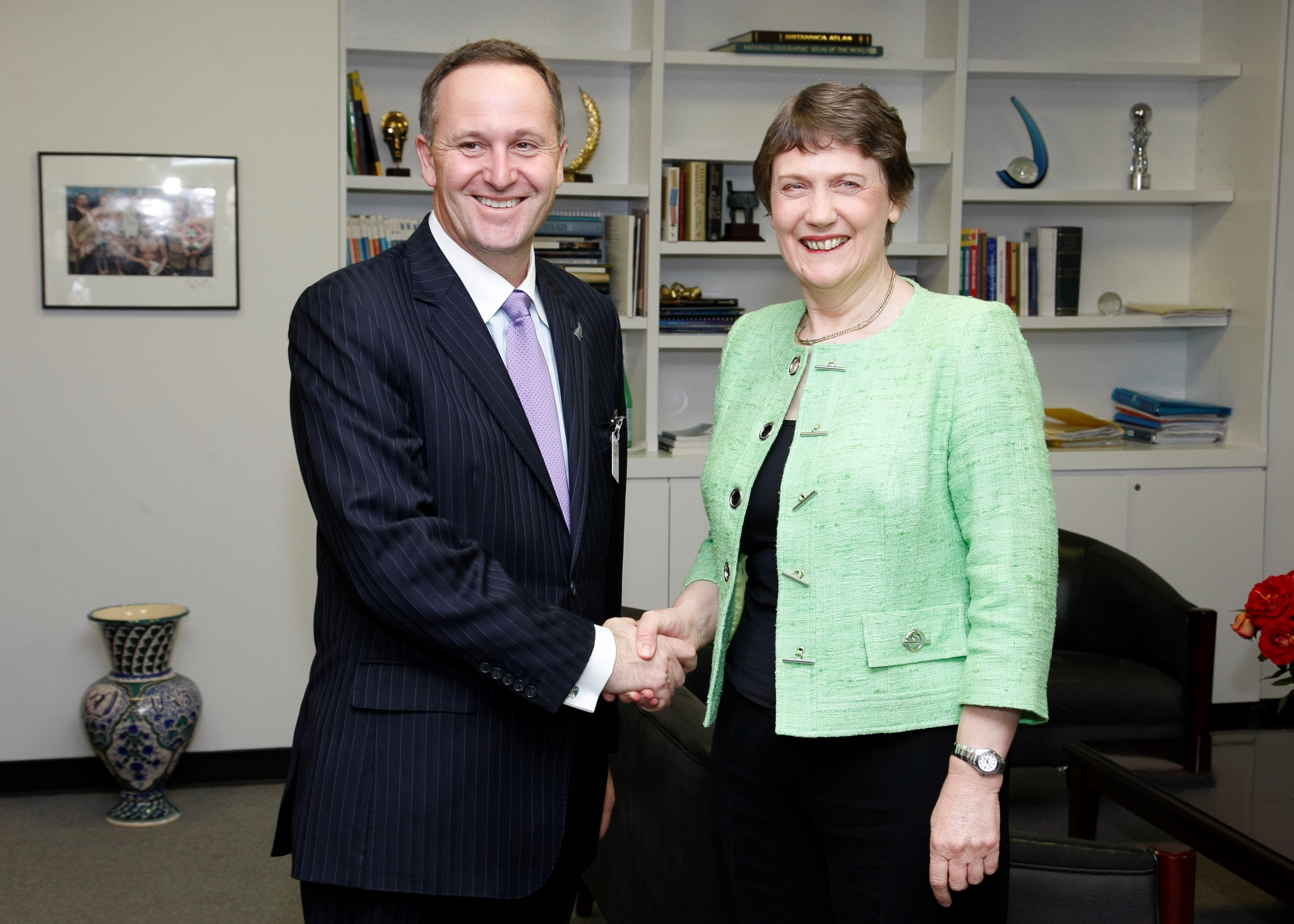
海倫·克拉克和約翰·基，紐西蘭第37和第38任總理

在1996年引入聯立制（MMP）後總理不得不管理少數派政府。海倫·克拉克擔任總理（1999-2008）時，她的工黨由於與五個較小黨派達成了一系列信任和供應協議而繼續執政。在海倫·克拉克擔任總理之前，立法機構的高級成員，行政和司法機構 - 包括總理有被任命為英國樞密院會員的慣例。這一慣例於2000年被海倫·克拉克取消新西蘭的榮譽制度時同時取消。雖然國家黨的約翰·基在2008年成為總理並恢復了新西蘭的榮譽制度，但沒有恢復對樞密院的任命。

## 历任總理列表
政党颜色表
| 代   | 姓名 (生–卒)                                                           | 肖像 | 任期           | 任期            | 政党            |
| ---- | ---------------------------------------------------------------------- | ---- | -------------- | --------------- | --------------- |
| 1    | 亨利·休厄尔 (Henry Sewell) (1807–1879)                                 |      | 1856年5月7日   | 1856年5月20日   | 无              |
| 2    | 威廉·福克斯 (William Fox) (1812–1893)                                  |      | 1856年5月20日  | 1856年6月2日    | 无              |
| 3    | 爱德华·斯塔福德 (Edward Stafford) (1819–1901)                          |      | 1856年6月2日   | 1861年7月12日   | 无              |
| (2)  | 威廉·福克斯 (1812–1893)                                                |      | 1861年7月12日  | 1862年8月6日    | 无              |
| 4    | 阿尔弗雷德·多梅特 (Alfred Domett) (1811–1887)                          |      | 1862年8月6日   | 1863年10月30日  | 无              |
| 5    | 弗雷德里克·惠塔克 (Frederick Whitaker) (1812–1891)                     |      | 1863年10月30日 | 1864年11月24日  | 无              |
| 6    | 弗雷德里克·韦尔德 (Frederick Weld) (1823–1891)                         |      | 1864年11月24日 | 1865年10月16日  | 无              |
| (3)  | 爱德华·斯塔福德 (1819–1901)                                            |      | 1865年10月16日 | 1869年6月28日   | 无              |
| (2)  | 威廉·福克斯 (1812–1893)                                                |      | 1869年6月28日  | 1872年9月10日   | 无              |
| (3)  | 爱德华·斯塔福德 (1819–1901)                                            |      | 1872年9月10日  | 1872年10月11日  | 无              |
| 7    | 乔治·瓦特豪斯 (George Waterhouse) (1824–1906)                          |      | 1872年10月11日 | 1873年3月3日    | 无              |
| (2)  | 威廉·福克斯 (1812–1893)                                                |      | 1873年3月3日   | 1873年4月8日    | 无              |
| 8    | 尤勒斯·沃格尔 (Julius Vogel) (1835–1899)                               |      | 1873年4月8日   | 1875年7月6日    | 无              |
| 9    | 丹尼尔·波伦 (Daniel Pollen) (1813–1896)                                |      | 1875年7月6日   | 1876年2月15日   | 无              |
| (8)  | 尤勒斯·沃格尔(1835–1899)                                               |      | 1876年2月15日  | 1876年9月1日    | 无              |
| 10   | 哈利·阿特金森 (Harry Atkinson) (1831–1892)                             |      | 1876年9月1日   | 1877年10月13日  | 无              |
| 11   | 乔治·格雷 (George Grey) (1812–1898)                                    |      | 1877年10月13日 | 1879年10月8日   | 无              |
| 12   | 约翰·霍爾 (John Hall) (1824–1907)                                      |      | 1879年10月8日  | 1882年4月21日   | 无              |
| (5)  | 弗雷德里克·惠塔克 (1812–1891)                                          |      | 1882年4月21日  | 1883年9月25日   | 无              |
| (10) | 哈利·阿特金森 (1831–1892)                                              |      | 1883年9月25日  | 1884年8月16日   | 无              |
| 13   | 罗伯特·斯陶特 (Robert Stout) (1844–1930)                               |      | 1884年8月16日  | 1884年8月28日   | 无              |
| (10) | 哈利·阿特金森 (1831–1892)                                              |      | 1884年8月28日  | 1884年9月3日    | 无              |
| (13) | 罗伯特·斯陶特 (1844–1930)                                              |      | 1884年9月3日   | 1887年10月8日   | 无              |
| (10) | 哈利·阿特金森 (1831–1892)                                              |      | 1887年10月8日  | 1891年1月24日   | 无              |
| 14   | 约翰·巴兰斯 (John Ballance) (1839–1893)                                |      | 1891年1月24日  | 1893年4月27日   | 自由党          |
| 15   | 理查德·塞登 (Richard Seddon) (1845–1906)                               |      | 1893年4月27日  | 1906年6月10日†  | 自由党          |
| 16   | 威廉·霍尔-琼斯 (William Hall-Jones) (1851–1936)                        |      | 1906年6月10日  | 1906年8月6日    | 自由党          |
| 17   | 约瑟夫·瓦德 (Joseph Ward) (1856–1930)                                  |      | 1906年8月6日   | 1912年3月28日   | 自由党          |
| 18   | 托马斯·麦肯齐 (Thomas Mackenzie) (1854–1930)                           |      | 1912年3月28日  | 1912年7月10日   | 自由党          |
| 19   | 威廉·弗格森·梅西 (William Massey) (1856–1925)                          |      | 1912年7月10日  | 1925年3月10日   | 改革党          |
| 20   | 弗朗西斯·贝尔 (Francis Bell) (1851–1936)                               |      | 1925年3月10日  | 1925年5月30日   | 改革党          |
| 21   | 约瑟夫·戈登·考特斯 (Gordon Coates) (1878–1943)                         |      | 1925年5月30日  | 1928年12月10日  | 改革党          |
| (17) | 约瑟夫·瓦德 (1856–1930)                                                |      | 1928年12月10日 | 1930年5月28日   | 联盟党 (自由党) |
| 22   | 乔治·威廉·福布斯 (George William Forbes) (1869–1947)                   |      | 1930年5月28日  | 1935年12月6日   | 联盟党 (自由党) |
| 23   | 迈克尔·约瑟夫·萨瓦奇 (Michael Joseph Savage) (1872–1940)               |      | 1935年12月6日  | 1940年3月27日   | 工党            |
| 24   | 彼得·弗雷泽 (Peter Fraser) (1884–1950)                                 |      | 1940年3月27日  | 1949年12月13日  | 工党            |
| 25   | 西德尼·乔治·霍兰 (Sidney Holland) (1893–1961)                          |      | 1949年12月13日 | 1957年9月20日   | 国家党          |
| 26   | 基思·霍利约克 (Keith Holyoake) (1904–1983)                             |      | 1957年9月20日  | 1957年12月12日  | 国家党          |
| 27   | 華爾特·納許 (Walter Nash) (1882–1968)                                  |      | 1957年12月12日 | 1960年12月12日  | 工党            |
| (26) | 基思·霍利约克 (1904–1983)                                              |      | 1960年12月12日 | 1972年2月7日    | 国家党          |
| 28   | 约翰·罗斯·马歇尔 (John Ross Marshall) (1912–1988)                      |      | 1972年2月7日   | 1972年12月8日   | 国家党          |
| 29   | 诺曼·柯克 (Norman Kirk) (1923–1974)                                    |      | 1972年12月8日  | 1974年8月31日 † | 工党            |
| (代) | 休·瓦特 (Hugh Watt) (1912–1980)                                        |      | 1974年8月31日  | 1974年9月6日    | 工党            |
| 30   | 华莱士·爱德华·罗林 (Wallace Edward Rowling) (1927–1995)                |      | 1974年9月6日   | 1975年12月12日  | 工党            |
| 31   | 罗伯特·马尔登(Robert Muldoon) (1921–1992)                              |      | 1975年12月12日 | 1984年7月26日   | 国家党          |
| 32   | 戴维·朗伊 (David Lange) (1942–2005)                                    |      | 1984年7月26日  | 1989年8月8日    | 工党            |
| 33   | 杰弗里·温斯顿·拉塞尔·帕尔默 (Geoffrey Winston Russell Palmer) (1942– ) |      | 1989年8月8日   | 1990年9月4日    | 工党            |
| 34   | 迈克尔·肯尼思·穆尔 (Michael Kenneth Moore) (1949–2020)                 |      | 1990年9月4日   | 1990年11月2日   | 工党            |
| 35   | 詹姆斯·布伦丹·博尔格 (James Brendan Bolger) (1935– )                   |      | 1990年11月2日  | 1997年12月8日   | 国家党          |
| 36   | 珍妮·希普利 (Jenny Shipley) (1952– )                                   |      | 1997年12月8日  | 1999年12月10日  | 国家党          |
| 37   | 海伦·克拉克 (Helen Clark) (1950– )                                     |      | 1999年12月10日 | 2008年11月19日  | 工党            |
| 38   | 约翰·基 (John Key) (1961– )                                            |      | 2008年11月19日 | 2016年12月12日  | 国家党          |
| 39   | 比爾·英格利希 (Bill English) (1961– )                                  |      | 2016年12月12日 | 2017年10月26日  | 国家党          |
| 40   | 傑辛達·阿德恩 (Jacinda Ardern) (1980– )                                |      | 2017年10月26日 | 2023年1月25日   | 工党            |
| 41   | 克里斯·希普金斯 (Christopher John Hipkins) (1978– )                    |      | 2023年1月25日  | 2023年11月27日  | 工党            |
| 42   | 克里斯托弗·盧克森 (Christopher Luxon) (1970– )                         |      | 2023年11月27日 | 現任            | 国家党          |

## 副总理
在過去六十年中，新西蘭政府還制定了一項任命副總理的慣例。副總理通常同時持有重要的部長職務，按照慣例，副總理在總理缺席或無能力的情況下成為代總理。如在2018年，由於總理傑辛達·阿德恩需放長達六週的產假，身為副總理的溫斯頓·彼特斯因而在期間代任總理一職。副總理通常是與總理同一黨派的成員，但不一定是如此；在聯合政府中，較小的執政黨黨魁可以獲得該職位。